# Estación Sol de Mayo
Sol de Mayo es una estación ferroviaria ubicada en el paraje del mismo nombre, Partido de Rojas, Provincia de Buenos Aires, Argentina.

## Servicios
Actualmente, no presta servicios de ningún tipo.

## Historia
En el año 1910 fue inaugurada la Estación, por parte del Ferrocarril Buenos Aires al Pacífico, en el ramal Rawson-Arribeños.